# Chordeiles pusillus
Chordeiles pusillus е вид птица от семейство Caprimulgidae.

## Разпространение
Видът е разпространен в Аржентина, Боливия, Бразилия, Венецуела, Гвиана и Колумбия.